# Fred Warmbold
Fred Warmbold (né le 18 septembre 1875 à Saint-Louis (Missouri) et mort le 19 août 1926 dans la même ville) est un lutteur sportif américain.

## Biographie
Fred Warmbold obtient une médaille de bronze olympique, en 1904 à Saint-Louis en poids lourds.